# Bosco del Sasseto
Il Bosco del Sasseto è un'area boschiva sita nel borgo di Torre Alfina, località del comune della cittadina laziale di Acquapendente. Tale area ha un'estensione di 61 ettari.

## Il nome
Viene definito "Bosco Monumentale del Sasseto" per la presenza di tanti massi lavici originati da un antico vulcano, per cui viene catalogato come Monumento Naturale della regione Lazio. È diventata area protetta appartenente al comune di Acquapendente nel 2006, e successivamente è anche stato compreso nella rete regionale delle dimore storiche.

## La flora
Tra questi massi si possono osservare alberi secolari alti più di 25 metri e con diametri superiori al metro, manti di muschio e felci che li ricoprono, e un ricco sottobosco.
Convivono il faggio, l'olmo, l'acero di monte, il leccio, l'albero della manna e altre 30 specie di alberi.

## La storia
Il bosco è legato alla figura di Edoardo Cahen.
Egli fu l'iniziatore del ramo italiano di una famiglia di banchieri belgi di origine ebraica. Secondo le cronache del tempo, il titolo di conte fu ereditato dal padre Joseph, a sua volta conferitogli dal Re Vittorio Emanuele II, per il merito di essere stato l'unico finanziatore, tra i banchieri europei, del Risorgimento italiano.
Approdato a Torre Alfina nel 1880, acquistò una vasta tenuta, il castello, parte del borgo e la selva sottostante.
Decise di ristrutturare il castello e di creare una serie di percorsi tra i massi. Si innamorò a tal punto dell'ambiente selvaggio da sceglierlo come luogo di sepoltura.
Ormai divenuto "marchese di Torre Alfina", incaricò l'architetto senese Giuseppe Parini di erigere un mausoleo in stile neogotico, posto in una radura nel cuore della foresta. Vi riposa dal 1894.
I sentieri del bosco e i giardini invece sono progetto dei due paesaggisti francesi Achille e Henry Duchênne.
Il tutto venne realizzato in modo tale che i muretti a secco non rompessero l'armonia boschiva, ed anche i massi ad oggi sono talmente mimetizzati, da non rendersi conto di camminarci sopra. 
Attualmente il bosco è visitabile solo in compagnia di una guida esperta.